# 穆罕默德·伊本·伊斯梅尔·布哈里

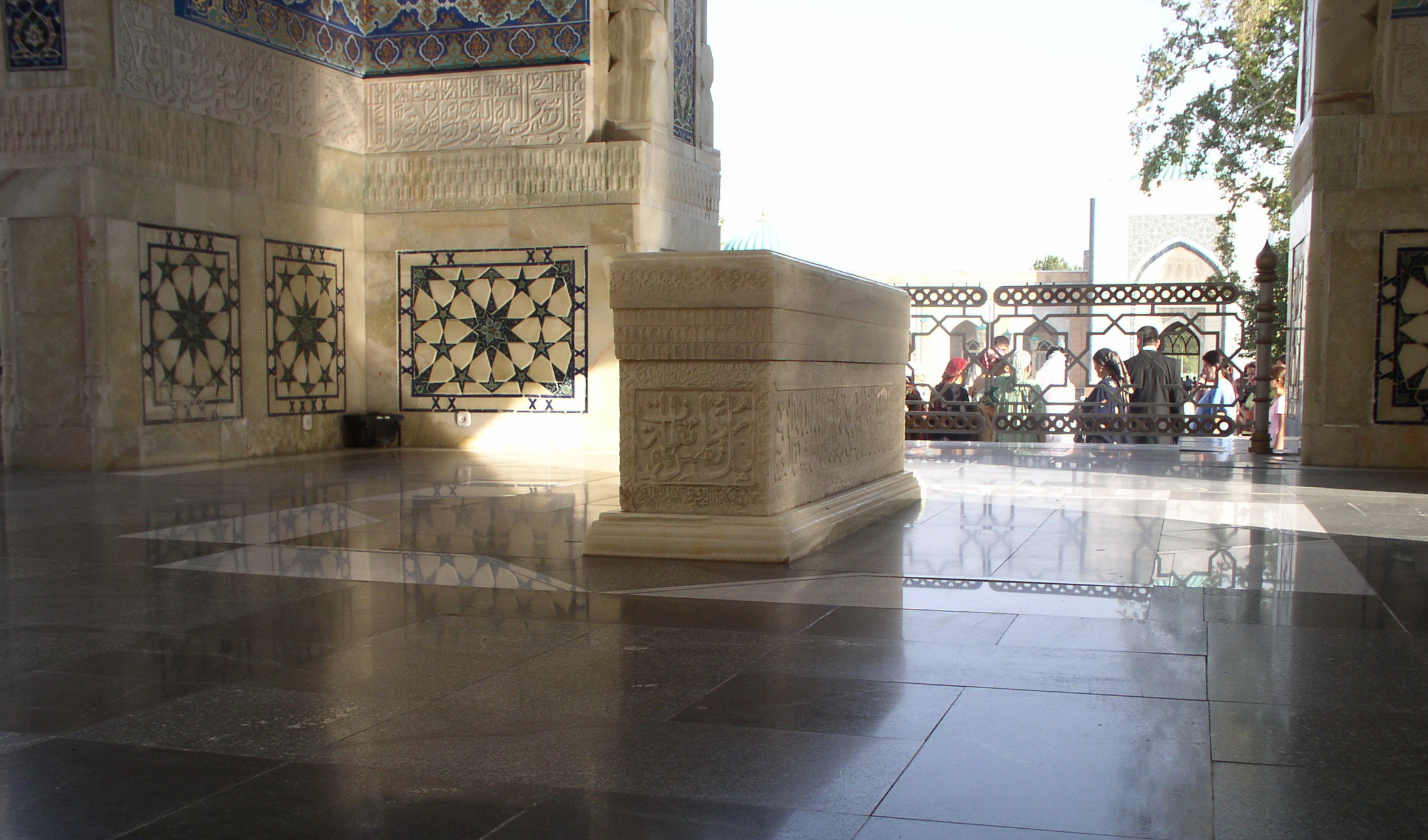
撒马尔罕附近的布哈里陵墓

穆罕默德·伊本·伊斯梅尔·布哈里（阿拉伯语：‎，810年7月19日—870年9月）是波斯的伊斯兰学者。

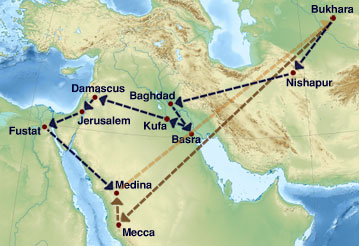
布哈里寻找和研究圣训的旅行。

布哈里出生于中亚河中的布哈拉（今属乌兹别克斯坦）。根据伊拉克的一些相关学者从他的圣训叙述得知他的父亲是伊斯梅尔·本·易卜拉欣，他是一名圣训学者，是马利克·本·阿纳斯的学生和副手。
布哈里收集撰写圣训的合集称为《布哈里圣训集》，被视为逊尼派穆斯林最为神圣的六种圣训汇编之一。

## 著作

### 布哈里圣训集
布哈里撰写圣训的方法非常严格，会检查叙述者和传播链，他在分类和准确性方面成为该领域的学者。《布哈里圣训集》被认为是第一本被归类为纯粹正宗圣训的书。这部作品花费了布哈里16年的时间在各国之间艰难跋涉进行圣训的收集。对收集到的圣训，他花了很多时间进行审阅、修改和调查，他致力于核实叙述者的叙述，并设定接受圣训叙述者叙述的条件，即他必须与叙述者是同时代的人，并且他必须从他那里听到圣训。布哈里从60万篇圣训中精选了的7275篇圣训。